# The Lovers Are Losing
Singles de Keane
"Spiralling"
(2008) "Better Than This"
(2008)
The Lovers Are Losing est un morceau du groupe de pop britannique Keane. C'est le deuxième morceau de musique de l'album Perfect Symmetry, sorti en 2008.